# Walterus Staal
Walterus Jacobus Staal S.J. (Velp, 29 oktober 1839 - in de Bandazee, 30 juni 1897) was een Nederlands geestelijke en een bisschop van de Rooms-Katholieke Kerk.
Staal trad op 29 september 1858 in bij de orde der Jezuïeten. Zijn priesterwijding vond plaats op 1 september 1872. Vervolgens vertrok hij als missionaris naar Nederlands-Indië. Op 23 mei 1893 werd hij benoemd tot apostolisch vicaris van Batavia en titulair bisschop van Mauricastro; zijn bisschopswijding vond plaats op 13 november 1893. Hij was de opvolger van Adam Claessens die om gezondheidsredenen zijn ontslag had aangeboden. Staal was de eerste jezuïet die deze functie bekleedde.
Op een van zijn reizen door het vicariaat overleed Staal aan boord van het schip De Arend, kort na het vertrek van de Kei-eilanden, in de Bandazee nabij de Banda-eilanden. Hij werd op 23 juli 1897 begraven in Batavia.